# Filmåret 1939

## Händelser
- 12 augusti – Filmen Trollkarlen från Oz har amerikansk premiär.
- 15 december – Filmen Borta med vinden har amerikansk premiär.

## Årets filmer

### A - G
- Adolf i eld och lågor
- Borta med vinden
- Cirkus
- De värnlösa
- Den blodiga borgen
- Det handlar om kärlek...
- Diligensen
- Då lagen var maktlös
- Efterlyst
- Elisabeth och Essex
- En dag på cirkus
- En enda natt
- Endast änglar ha vingar
- Filmen om Emelie Högqvist
- Folket på Högbogården
- Folkets hjälte
- Frun tillhanda

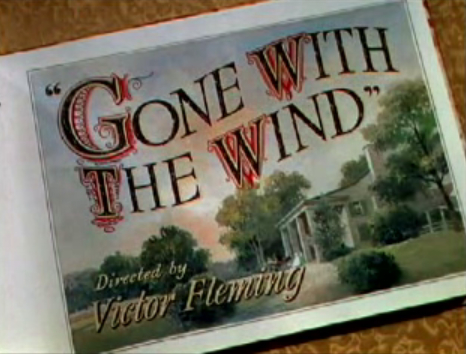
Bild från trailern till Oscarbelönade Borta med vinden.

- Gjest Baardsen – en norsk Lasse-Maja
- Gläd dig i din ungdom
- Gubben kommer
- Gullivers resor
- Gunga Din - lansiärernas hjälte

### H - N
- Hennes lilla Majestät
- Hjärter är trumf
- I dag börjar livet
- Ice Follies
- Ingen ängel
- Intermezzo
- Kadettkamrater
- Kalle på Spången
- Kvinnorna
- Känn ditt ansvar
- Körkarlen
- Landet bortom lagen
- Landstormens lilla Lotta
- Lilla prinsessan
- The Lion Has Wings
- Melodin från Gamla Stan
- Midnatt
- Midnattssolens son
- Mot nya tider
- Mr Smith i Washington
- Ninotchka

### O - U

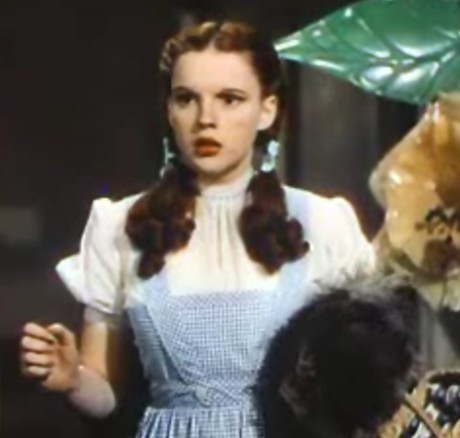
Judy Garland som Dorothy Gale i Trollkarlen från Oz.

- Ombyte förnöjer
- Oss baroner emellan
- Panik
- På ärans fält
- Rena rama sanningen
- Rosor varje kväll
- Seger i mörkret
- Sjöcharmörer
- Skanör-Falsterbo
- Som skapta för varandra
- Spelets regler
- Spöke till salu
- Stjärnorna blicka ned
- Trollkarlen från Oz[1]
- Ungkarlsmamman
- Union Pacific

### V - Ö
- Valfångare
- Vi charmörer
- Vi fara till Sahara
- Vi på Solgläntan
- Vi två
- Åh, en så'n grabb

## Födda
- 7 januari – Birgitta Pettersson, svensk skådespelare.
- 10 januari – Sal Mineo, amerikansk skådespelare.
- 23 januari – Sonny Chiba, japansk skådespelare.
- 3 februari – Michael Cimino, amerikansk regissör, producent och manusförfattare.
- 6 februari – Mike Farrell, amerikansk skådespelare.
- 21 februari – Börje Ahlstedt, svensk skådespelare.
- 10 mars – Fred Gunnarsson, svensk skådespelare.
- 21 mars – Christer Boustedt, svensk musiker och skådespelare.
- 28 mars – Zdenek Sverák, tjeckisk manusförfattare och skådespelare.
- 29 mars – Terence Hill, italiensk skådespelare.
- 7 april – Francis Ford Coppola, amerikansk filmregissör.
- 13 april – Paul Sorvino, amerikansk skådespelare.
- 15 april – Claudia Cardinale, italiensk skådespelare.
- 7 maj – Ruggero Deodato, italiensk skräckfilmsregissör.
- 11 maj – Ardy Strüwer, svensk konstnär, komiker och manusförfattare.
- 13 maj – Harvey Keitel, amerikansk skådespelare.
- 25 maj – Ian McKellen, brittisk skådespelare.
- 30 maj – Iwar Wiklander, svensk skådespelare.
- 17 juni – Lise Fjeldstad, norsk skådespelare.
- 19 juni
  - Inger Axö, svensk skådespelare och sångerska.
  - Yvonne Axö, svensk skådespelare och sångerska.
- 23 juni – Arne Lifmark, svensk regissör och manusförfattare.
- 25 juni – Östen Braathen, svensk skådespelare, klippare och TV-regissör.
- 1 juli – Karen Black, amerikansk skådespelare.
- 5 juli – Karin Ekström, svensk skådespelare.
- 22 juli – Terence Stamp, brittisk skådespelare.
- 28 juli – Gösta Ekman d.y., svensk skådespelare.
- 31 juli
  - Susan Flannery, amerikansk skådespelare.
  - France Nuyen, fransk skådespelare.
- 2 augusti – Wes Craven, amerikansk skräckfilmsregissör och -manusförfattare.
- 9 augusti – Bulle Ogier, fransk skådespelerska.
- 14 augusti – Inger Taube, svensk fotomodell och skådespelare.
- 21 augusti – Lennart Norbäck, svensk skådespelare, produktionsledare och regiassistent.
- 1 september – Lily Tomlin, amerikansk skådespelare.
- 5 september – George Lazenby, australiensisk skådespelare.
- 13 september – Richard Kiel, amerikansk skådespelare, mest känd som Hajen i flera James Bond-filmer.
- 30 september – Len Cariou, kanadensisk skådespelare.
- 10 oktober – Jean-François Laguionie, fransk regissör av animerad film.
- 22 oktober – Tony Roberts, amerikansk skådespelare.
- 24 oktober – F. Murray Abraham, amerikansk skådespelare.

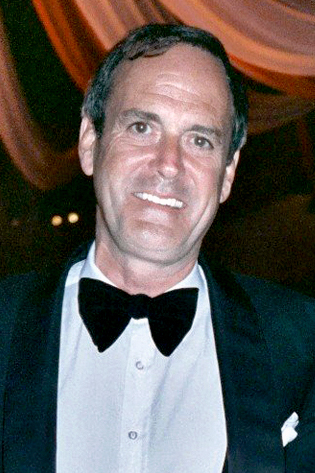
John Cleese föddes den 27 oktober.

- 27 oktober – John Cleese, brittisk skådespelare.
- 28 oktober – Jane Alexander, amerikansk skådespelare.
- 31 oktober – Ron Rifkin, amerikansk skådespelare.
- 18 november – Brenda Vaccaro, amerikansk skådespelare.
- 27 november – Ulla Strömstedt, svensk skådespelare.
- 10 december – Yvonne Ingdahl, dansk skådespelare.
- 11 december – Gösta Engström, svensk skådespelare, scenograf, rekvisitör, manusförfattare och passare.
- 24 december – Peter Cowie, engelsk filmhistoriker

## Avlidna
- 18 januari – Hjalmar Peters, 63, svensk skådespelare och regissör.
- 10 februari – Lili Ziedner, 53, svensk skådespelare.
- 4 maj – Erik Johansson, 47, svensk skådespelare.
- 5 maj – Clara Schønfeld, 82, dansk skådespelare.
- 12 december – Douglas Fairbanks, 56, amerikansk skådespelare, manusförfattare, regissör och producent.

### Fotnoter
1. ↑  IMDB, läst 29 februari 2012